# Ablaxia
Ablaxia is een geslacht van vliesvleugeligen uit de familie Pteromalidae. De wetenschappelijke naam van dit geslacht is voor het eerst geldig gepubliceerd in 1957 door Delucchi.

## Soorten
Het geslacht Ablaxia omvat de volgende soorten:
- Ablaxia anaxenor (Walker, 1845)
- Ablaxia asinus (Girault, 1917)
- Ablaxia crassicornis (Thomson, 1878)
- Ablaxia megachlora (Walker, 1835)
- Ablaxia parviclava (Thomson, 1878)
- Ablaxia planiscuta (Thomson, 1878)
- Ablaxia prothous (Walker, 1839)
- Ablaxia robusta Hedqvist, 1978
- Ablaxia squamifera (Thomson, 1878)
- Ablaxia temporalis Graham, 1969
- Ablaxia traulus (Walker, 1839)